# Казе Алте (Терамо)
Казе Алте (итал. Case Alte) је насеље у Италији у округу Терамо, региону Абруцо.
Према процени из 2011. у насељу је живело 68 становника. Насеље се налази на надморској висини од 185 м.